# Hosztót
Hosztót là một thị trấn thuộc hạt Veszprém, Hungary. Thị trấn này có diện tích 7,27 km², dân số năm 2010 là 70 người, mật độ 10 người/km².